# Verbena falcata
Verbena falcata — вид трав'янистих рослин родини Вербенові (Verbenaceae), ендемік пн.-зх. Мексики.

## Опис
Багаторічна рослина. Стебла від 1 до кількох від основи, прямостійні, 30–50 см, щільно жорстко волосисті. Листя рівномірно розподілені вздовж стебел, базальні й нижні стеблові опадають з цвітінням, від яйцеподібних до ланцетних у контурі, поля глибоко зубчасті до перисто-лопатевих; листові пластини середини стебла 2–5.5 см × 6–20 мм; жилки помітні зверху; волосато-ворсисті на обох поверхнях. Колоски переважно одиночні, 10–15 см у плодах, витягнуті й вільні; квіткові приквітки трикутні, коротше ніж чашечки. Чашечки 2.5–3.5 мм. Віночки від блакитного до рожевого кольору, трубки 4–5.5 мм, на 1.5–2 мм довше чашок. Горішки 1.8–2 мм, легко відокремлюються при дозріванні, густо пузирчасті.

## Поширення
Ендемік Мексики — Нуево-Леон.
Населяє Лісові каньйони, густі вапнякові схили; 1250–1500 м у Нуево-Леон.